# Symphyotrichum bullatum
Symphyotrichum bullatum là một loài thực vật có hoa trong họ Cúc. Loài này được (Klatt) G.L.Nesom miêu tả khoa học đầu tiên năm 1994.